# БСП – Обединена левица
„БСП – Обединена левица“ е предизборна политическа коалиция около Българската социалистическа партия (БСП).

## Име
По традиция от 90-те години на XX век БСП не се явява на избори самостоятелно, а в коалиции с по-малки организации, които се променят през годините. Самата коалиция също използва поредица от различни наименования:
- 1991 – 1994: „Преелекторален съюз“
- 1994 – 1997: „Демократична левица“
- 1999 – 2013: „Коалиция за България“
- 2013 – 2017: „БСП – Лява България“
- 2017 – 2024: „БСП за България“
- 2024 – понастоящем: „БСП – Обединена левица“

## Състав през годините

### 2001
На парламентарните избори през 2001 Коалиция за България включва:
- Българска социалистическа партия
- Политическо движение „Социалдемократи“
- Обединен блок на труда
- Български земеделски съюз „Александър Стамболийски 1899“
- Съюз за отечеството
- Алианс за социаллиберален прогрес
- Движение „Напред, България“
- Комунистическа партия на България
- Политически клуб „Тракия“
- Гражданско обединение „Рома“

### 2005
На парламентарните избори през 2005 Коалиция за България включва:
- Българска социалистическа партия
- Български социалдемократи
- Политическо движение „Социалдемократи“
- Движение за социален хуманизъм
- Евророма
- Комунистическа партия на България
- Земеделски съюз „Александър Стамболийски“
- Зелена партия в България

### 2009
На парламентарните избори през 2009 Коалиция за България включва:
- Българска социалистическа партия
- Движение за социален хуманизъм
- Български социалдемократи
- Евророма
- Комунистическа партия на България
- Земеделски съюз „Александър Стамболийски“
- Нова зора

### 2013
На парламентарните избори през 2013 Коалиция за България включва:
- Българска социалистическа партия
- Движение за социален хуманизъм
- Български социалдемократи
- Евророма
- Комунистическа партия на България
- Земеделски съюз „Александър Стамболийски“
- Нова зора
- Европейска сигурност и интеграция

### 2014
На парламентарните избори през 2014 БСП лява България включва:
- Българска социалистическа партия
- Български социалдемократи
- Движение за социален хуманизъм
- Европейска сигурност и интеграция
- Комунистическа партия на България
- Земеделски съюз „Александър Стамболийски“
- Нова зора
- Евророма
- Социалдемократи
- Партия на българските комунисти
- Екогласност
- Обединена социалдемокрация
- Съюз на комунистите в България

### 2017
На парламентарните избори през 2017 БСП за България включва:
- Българска социалистическа партия
- Комунистическа партия на България
- Земеделски съюз „Александър Стамболийски“
- Нова зора
- Екогласност
- Политически клуб „Тракия“

### 2021
На парламентарните избори през април 2021 БСП за България включва:
- Българска социалистическа партия
- Комунистическа партия на България
- Нова зора
- Екогласност
- Политически клуб „Тракия“

### 2024
На парламентарните избори през октомври 2024 БСП – Обединена левица включва:
- Българска социалистическа партия
- АБВ
- Българска социалдемокрация – Евролевица
- Движение 21 - изключва се по свое желание от групата на БСП - ОЛ на 17 януари 2025 г.
- Движение за радикална промяна „Българската пролет“ - изключва се по свое желание от групата на БСП - ОЛ на 17 януари 2025 г.
- Движение за социален хуманизъм
- Европейска сигурност и интеграция
- Изправи се, България
- Комунистическа партия на България
- МИР
- Политически клуб „Екогласност“
- Политически клуб „Тракия“
- Политическо движение „Социалдемократи“
- Съюз за отечеството

След множество преговори с ГЕРБ и ИТН още от края на 2024 г., на 16 януари 2025 г. новото редовно правителство на Росен Желязков е факт. В него участват ГЕРБ, БСП - ОЛ и ИТН, като коалиция. От квотата на БСП - ОЛ в кабинета участват 4-тирима министри: Атанас Зафиров става вицепремиер (без портфейл), Манол Генов поема Министерството на околната среда и водите, Борислав Гуцанов поема социалното министерство, Иван Иванов застава начело на Министерството на регионалното развитие и благоустройството, а пък Иван Пешев оглавява Министерството на младежта и спорта. 
Кабинетът ,,Желязков’’ е първият до сега със Съвет за съвместно управление, който ще отговаря за законодателната и управленската програма на новосформираното правителство.
След включването на „БСП – Обединена левица“ в коалиционното правителство на Росен Желязков на 16 януари 2025 г., „Движение 21“ и „Българската пролет“ напускат по свое желание коалицията, ден по - късно, на 17 януари 2025 г.

## Изборни резултати
| Година | Институция              | Гласове брой | Разлика | Гласове % | Разлика % | Представители | Място в управлението                |
| ------ | ----------------------- | ------------ | ------- | --------- | --------- | ------------- | ----------------------------------- |
| 2001   | XXXIX народно събрание  | 783 372      | –       | 17,15 %   | –         | 48 / 240      | Опозиция                            |
| 2005   | XL народно събрание     | 1 129 196    | 345 824 | 30,95 %   | 13,8 %    | 82 / 240      | Водеща партия в правителство        |
| 2009   | XLI народно събрание    | 748 114      | 381 082 | 17,7 %    | 13,3 %    | 40 / 240      | Опозиция                            |
| 2013   | XLII народно събрание   | 942 541      | 194 427 | 26,60 %   | 8,9 %     | 84 / 240      | Водеща партия в правителство        |
| 2014   | XLIII народно събрание  | 505 527      | 437 014 | 15,4% %   | 11,2 %    | 39 / 240      | Опозиция                            |
| 2017   | XLIV народно събрание   | 955 490      | 449 963 | 27,2 %    | 11,8 %    | 80 / 240      | Опозиция                            |
| 2021   | XLV народно събрание    | 480 146      | 475 344 | 14,78 %   | 12,5 %    | 43 / 240      | –                                   |
| 2021   | XLVI народно събрание   | 365 695      | 114 451 | 13,4 %    | 1,3 %     | 36 / 240      | –                                   |
| 2021   | XLVII народно събрание  | 267 817      | 98 878  | 10,21 %   | 3,2%      | 26 / 240      | Второстепенна партия в правителство |
| 2022   | XLVIII народно събрание | 232 958      | 34 859  | 9,30 %    | 0,91%     | 25 / 240      | –                                   |
| 2023   | XLIX народно събрание   | 225 893      | 7 065   | 8,93 %    | 0,37%     | 23 / 240      | Опозиция                            |
| 2024   | L народно събрание      | 151 557      | 74 336  | 7,06 %    | 0,37%     | 19 / 240      | –                                   |
| 2024   | LI народно събрание     | 184 403      | 32 846  | 7,56 %    | 0,50 %    | 20 / 240      | Второстепенна партия в управлението |

### Парламентарни избори (2001)
На Парламентарните избори през 2001 Коалиция за България печели 48 мандата и остава на трето място след НДСВ и ОДС.

### Парламентарни избори (2005)
На парламентарните избори през 2005 Коалиция за България печели най-голям брой гласове и значително увеличава броя на местата си в парламента, в сравнение с 2001.
| Партия/коалиция                    | Гласове   | Гласове     | Процент | Процент | Депутати | Депутати |
| Коалиция за България               | 1 129 196 | + 345 824   | 31,0%   | + 13,8% | 82       | + 34     |
| Национално движение „Симеон Втори“ | 725 314   | - 1 119 441 | 19,9%   | - 19,8% | 53       | - 67     |
| Новото време                       | 107 758   | - 1 119 441 | 3,0%    | - 19,8% | -        | - 67     |
| Движение за права и свободи        | 467 400   | + 127 005   | 12,8%   | + 5,3%  | 34       | + 13     |
| Коалиция „Атака“                   | 296 848   | + 296 848   | 8,2%    | + 8,2%  | 21       | + 21     |
| Обединени демократични сили        | 280 323   | - 291 886   | 7,7%    | + 1,2%  | 20       | - 1      |
| Демократи за силна България        | 234 788   | - 291 886   | 6,5%    | + 1,2%  | 17       | - 1      |
| Български народен съюз             | 189 268   | - 291 886   | 5,2%    | + 1,2%  | 13       | - 1      |

### Парламентарни избори (2009)
| Резултати от парламентарните избори в България на 5 юли 2009 година                                                                                  | Резултати от парламентарните избори в България на 5 юли 2009 година | Резултати от парламентарните избори в България на 5 юли 2009 година | Резултати от парламентарните избори в България на 5 юли 2009 година | Резултати от парламентарните избори в България на 5 юли 2009 година | Резултати от парламентарните избори в България на 5 юли 2009 година | Резултати от парламентарните избори в България на 5 юли 2009 година | Резултати от парламентарните избори в България на 5 юли 2009 година | Резултати от парламентарните избори в България на 5 юли 2009 година | Резултати от парламентарните избори в България на 5 юли 2009 година |
| № | Кандидатска листа                                                   | Гласове (за пропорционални мандати)                                 | Гласове (за пропорционални мандати)                                 | Дял от гласовете (за пропорционални мандати)                        | Дял от гласовете (за пропорционални мандати)                        | Пропорционални мандати                                              | Мажоритарни мандати                                                 | Общо мандати                                                        | Общо мандати                                                        |
| № | Кандидатска листа                                                   | брой                                                                | +/−                                                                 | %                                                                   | +/−                                                                 | Пропорционални мандати                                              | Мажоритарни мандати                                                 | брой                                                                | +/−                                                                 |
| --- | ------------------------------------------------------------------- | ------------------------------------------------------------------- | ------------------------------------------------------------------- | ------------------------------------------------------------------- | ------------------------------------------------------------------- | ------------------------------------------------------------------- | ------------------------------------------------------------------- | ------------------------------------------------------------------- | ------------------------------------------------------------------- |
| 1 | Ред, законност и справедливост                                      | 174 582                                                             | —                                                                   | 4,13                                                                | —                                                                   | 10                                                                  | 0                                                                   | 10                                                                  | —                                                                   |
| 2 | ЛИДЕР                                                               | 137 795                                                             | —                                                                   | 3,26                                                                | —                                                                   | 0                                                                   | 0                                                                   | 0                                                                   | —                                                                   |
| 3 | ГЕРБ                                                                | 1 678 641                                                           | —                                                                   | 39,72                                                               | —                                                                   | 91                                                                  | 26                                                                  | 117                                                                 | —                                                                   |
| 4 | Движение за права и свободи                                         | 610 521                                                             | +143 121                                                            | 14,45                                                               | +1,64                                                               | 32                                                                  | 5                                                                   | 37                                                                  | +3                                                                  |
| 5 | Атака                                                               | 395 733                                                             | +98 885                                                             | 9,36                                                                | +1,22                                                               | 21                                                                  | 0                                                                   | 21                                                                  | 0                                                                   |
| 6 | Коалиция за България                                                | 748 147                                                             | −381049                                                             | 17,70                                                               | −13,25                                                              | 40                                                                  | 0                                                                   | 40                                                                  | −42                                                                 |
| 7 | Съюз на патриотичните сили „Защита“                                 | 6 368                                                               | —                                                                   | 0,15                                                                | —                                                                   | 0                                                                   | 0                                                                   | 0                                                                   | —                                                                   |
| 8 | НДСВ                                                                | 127 470                                                             | −597 844                                                            | 3,02                                                                | −16,86                                                              | 0                                                                   | 0                                                                   | 0                                                                   | −53                                                                 |
| 9 | Коалиция БЗНС                                                       | —                                                                   | —                                                                   | —                                                                   | —                                                                   | —                                                                   | —                                                                   | —                                                                   | —                                                                   |
| 10 | Българска лява коалиция                                             | 8 762                                                               | —                                                                   | 0,21                                                                | —                                                                   | 0                                                                   | 0                                                                   | 0                                                                   | —                                                                   |
| 11 | Партия на либералната алтернатива и мира                            | 2 828                                                               | —                                                                   | 0,07                                                                | —                                                                   | 0                                                                   | —                                                                   | 0                                                                   | —                                                                   |
| 12 | Зелените                                                            | 21 841                                                              | —                                                                   | 0,52                                                                | —                                                                   | 0                                                                   | 0                                                                   | 0                                                                   | —                                                                   |
| 13 | Политическо движение „Социалдемократи“                              | 5 004                                                               | —                                                                   | 0,12                                                                | —                                                                   | 0                                                                   | —                                                                   | 0                                                                   | —                                                                   |
| 14 | ВМРО – БНД                                                          | —                                                                   | —                                                                   | —                                                                   | —                                                                   | —                                                                   | —                                                                   | —                                                                   | —                                                                   |
| 15 | Другата България                                                    | 3 455                                                               | —                                                                   | 0,08                                                                | —                                                                   | 0                                                                   | —                                                                   | 0                                                                   | —                                                                   |
| 16 | Обединение на българските патриоти                                  | 2 175                                                               | —                                                                   | 0,05                                                                | —                                                                   | 0                                                                   | 0                                                                   | 0                                                                   | —                                                                   |
| 17 | Национално движение за спасение на Отечеството                      | 1 874                                                               | —                                                                   | 0,04                                                                | —                                                                   | 0                                                                   | 0                                                                   | 0                                                                   | —                                                                   |
| 18 | Български национален съюз – НД                                      | 3 813                                                               | —                                                                   | 0,09                                                                | —                                                                   | 0                                                                   | 0                                                                   | 0                                                                   | —                                                                   |
| 19 | Синята коалиция                                                     | 285 662                                                             | —                                                                   | 6,76                                                                | —                                                                   | 15                                                                  | 0                                                                   | 15                                                                  | —                                                                   |
| 20 | За Родината ДГИ – НЛ                                                | 11 524                                                              | —                                                                   | 0,27                                                                | —                                                                   | 0                                                                   | —                                                                   | 0                                                                   | —                                                                   |
| 21 | Валентин Милтенов                                                   | —                                                                   | —                                                                   | —                                                                   | —                                                                   | —                                                                   | 0                                                                   | 0                                                                   | —                                                                   |
| ОБЩО: | ОБЩО:                                                               | 4 226 195                                                           | —                                                                   | 100,00                                                              | —                                                                   | 209                                                                 | 31                                                                  | 240                                                                 | —                                                                   |
| \| \| \| \| \| получава мандати \| \| 0 \| не получава мандати \| \| — \| не участва \| \| +/− \| разлика спрямо предходните парламентарни избори \| |                                                                     |                                                                     |                                                                     |                                                                     |                                                                     |                                                                     |                                                                     |                                                                     |                                                                     |
| |                                                                     |                                                                     |                                                                     |                                                                     |                                                                     |                                                                     |                                                                     |                                                                     |                                                                     |
| | получава мандати                                                    |                                                                     |                                                                     |                                                                     |                                                                     |                                                                     |                                                                     |                                                                     |                                                                     |
| 0 | не получава мандати                                                 |                                                                     |                                                                     |                                                                     |                                                                     |                                                                     |                                                                     |                                                                     |                                                                     |
| — | не участва                                                          |                                                                     |                                                                     |                                                                     |                                                                     |                                                                     |                                                                     |                                                                     |                                                                     |
| +/− | разлика спрямо предходните парламентарни избори                     |                                                                     |                                                                     |                                                                     |                                                                     |                                                                     |                                                                     |                                                                     |                                                                     |

### Парламентарни избори (2014)
На Парламентарните избори през 2014 БСП лява България печели 39 мандата.

### Парламентарни избори (2017)
На Парламентарните избори през 2017 коалицията удвоява резултата си, като спечелва 80 мандата.